# 레칠레 테보호
레칠레 테보호(츠와나어: Letsile Tebogo, 츠와나어 발음: [lɪt͡silɛ tɛbʊχo], 2003년 6월 7일~)는 보츠와나의 육상 선수로 주 종목은 단거리 달리기이다. 2024년 하계 올림픽에 참가해 육상 남자 200m 종목에서 금메달을 획득하며 보츠와나 선수 최초의 올림픽 금메달리스트가 되었다. 2023년 세계 선수권 대회에서는 은메달 1개, 동메달 1개를 획득했다.

## 경력
테보호는 2021년 17세 때 5월 폴란드 호주프에서 열린 세계 계주 선수권 대회에 보츠오나 대표팀의 일원으로 참가하여 첫 국제 대회 경험을 쌓았다. 테보호가 포함된 보츠와나팀은 100m 계주에서 예선 13위를 기록했다. 같은 해 8월에는 케냐 나이로비에서 열린 2021년 세계 주니어 선수권 대회에 참가했다. 그는 100m 부문에서 우승하고 남아프리카 공화국의 벤저민 리처드슨과 쿠바의 사이네르 레힌포를 꺾고 우승했으며 200m에서 나이지리아의 우도디 오누주리케의 뒤를 이어 2위에 올랐다.
2022년 2월 19일, 18세였던 그는 보츠와나 육상 선수권 대회 100m에서 10.08초의 기록으로 새로운 보츠와나 국가 기록을 세웠다. 두 달 후, 그는 가보로네 국제 육상 대회에서 9.96초를 기록하여 10초 벽을 돌파한 보츠와나 최초의 선수가 되었으며, 새로운 세계 주니어(20세 이하) 기록을 세웠다. 이후 6월에는 모리셔스 생피에르에서 열린 2022년 아프리카 선수권 대회에 참가했으며 200m 부문에 출전했다. 그는 결승에서 20.26초의 기록으로 카메룬의 에마뉘엘 에세메와 남아프리카 공화국의 헨리호 브라윈티스를 제치고 우승을 차지했다.
2022년 7월 15일, 테보호는 미국 유진에서 열린 2022년 세계 육상 선수권 대회에 참가하여 선수 경력 처음으로 세계 선수권 대회에 출전했다. 그는 100m 달리기 데뷔전에서 9.94초를 기록하며 자신의 기록을 더욱 단축했다. 같은 해 8월, 테보호는 콜롬비아 칼리에서 열린 2022년 세계 주니어 선수권 대회 100m 종목에서 자메이카의 보아지 응크루미와 남아프리카 공화국의 리처드슨을 누르고 금메달을 획득했다. 그는 100m 결승전에서 9.91초의 기록으로 다시 자신의 기록을 경신하기도 했다. 경기 막판에는 미리 우승 세레머니를 펼쳐 100m와 200m 세계 기록 보유자인 우사인 볼트와 비교되기도 했다. 테보호는 같은 대회 200m 종목에서도 출전했으며 결승에서 19.96초의 기록으로 나이지리아의 오누주리케의 뒤를 이어 2위로 은메달을 획득했다.
2023년 6월에는 스위스 로잔에서 열린 아틀레티시마 국제 대회 200m에서 트리니다그 토바고의 제림 리처즈와 라이베리아의 조지프 판불레를 꺾고 금메달을 획득했으며 같은 해 8월, 테보호는 헝가리 부다페스트에서 열린 2023년 세계 육상 선수권 대회에 보츠와나 국가대표로 참가했다. 그는 100m 부문에서 미국의 노아 라일스의 뒤를 이어 은메달을 획득했으며 100m 결승전에서 9.88초의 기록으로 보츠와나 국가 기록을 다시 경신했다.  또한 200m 경기에서는 19.81초의 기록으로 미국의 라일스와 이리언 나이턴의 뒤를 이어 동메달을 획득했다.
이듬 해인 2024년 5월 테보호는 바하마 나소에서 열린 세계 계주 선수권 대회에 출전했고 보츠와나 국가대표팀의 일원으로 400m 계주에서 우승을 차지했다. 같은 해 6월에는 카메룬 두알라에서 열린 2024년 아프리카 선수권 대회에 참가했고 계주 종목만 출전했다. 그는 100m 계주 예선에 보츠와나 대표팀의 일원으로 출전하여 결승 진출에 기여했으며 결승에는 불참했다. 그 해 8월에는 프랑스 파리에서 열린 2024년 하계 올림픽에 보츠와나 국가대표로 참가하여 선수 경력 처음으로 올림픽 대회에 출전했다. 그는 8월 8일에 열린 200m 결승에서 19.46초의 기록으로 미국의 케네스 베드나렉과 라일스를 꺾고 우승하여 보츠와나 최초의 올림픽 금메달을 획득했다. 8월 9일 오후 보츠와나 대통령 모크위치 마시시는 테보호의 우승을 기념하여 임시 공휴 기간을 선포했으며, 보츠와나 정부 또한 테보호에게 두 채의 집을 수여했다.
2024년 9월, 테보호는 벨기에 브뤼셀에서 열린 다이아몬드 리그 결승전을 겸한 2024년 메모리얼 반 담 대회에서 새로 제정된 제시 오언스 라이징 스타상의 첫 남성 부문 수상자가 되었다. 그는 이 대회 200m에서 베드나렉의 뒤를 이어 2위에 올랐다. 21세의 그가 세운 19.80초 기록은 당시 23세 이하 남자 선수 중 가장 좋은 기록이었다.
테보호는 2024년 10월에 보츠와나의 올림픽 챔피언으로서 역사적인 업적을 인정받아 국가 올림픽 위원회 연합(ANOC)으로부터 2024년 파리 올림픽 최고의 남자 선수상을 수상했다. 또한 12월에는 세계 육상 연맹 올해의 남자 육상 선수로 선정되었으며,노르웨이의 파리 올림픽 5000m 금메달리스트 야코브 잉에브릭트센을 제치고 올해의 남자 트랙 선수로 선정되었다.
2025년 5월 테보호는 중화인민공화국 상하이에서 열린 2025년 상하이 다이아몬드 리그 대회 200m에서 남아프리카 공화국의 아카니 심비네와 자메이카의 키셰인 톰프슨의 뒤를 이어 3위에 올랐고 7월에는 미국 유진에서 열린 프리폰테인 클래식 대회 200m에서 미국의 코트니 린지와 도미니카 공화국의 알렉산데르 오간도를 누르고 우승을 차지했다.